# Handikappersättning
Handikappersättning är en ersättning som ges till personer med funktionsnedsättning för att kompensera för hjälpbehov och merutgifter uppkomna till följd av funktionsnedsättningen. Handikappersättning kan ges från och med juli det år man fyller 19 och livet ut. Efter 65 års ålder måste dock ens funktionsnedsättning ha uppkommit före 65-årsdagen för att berättiga till handikappersättning.
Handikappersättning kan utges i tre olika nivåer: 36, 53 och 69 % av prisbasbeloppet per år.
Ersättningen är skattefri.
Ansökan och utbetalning sköts av Försäkringskassan.